# Boarmia corticola
Boarmia corticola är en fjärilsart som beskrevs av Goldfinch 1944. Boarmia corticola ingår i släktet Boarmia och familjen mätare. Inga underarter finns listade i Catalogue of Life.